# Convention de La Palud
 (mars 2008).
Si vous disposez d'ouvrages ou d'articles de référence ou si vous connaissez des sites web de qualité traitant du thème abordé ici, merci de compléter l'article en donnant les références utiles à sa vérifiabilité et en les liant à la section « Notes et références ».
La convention de La Palud est une convention conclue le 8 avril 1815 à La Palud, dans le Vaucluse, entre le général Daultanne au nom du duc d’Angoulême et le colonel Saint-Laurent au nom du général Gilly qui a pris parti pour Napoléon Ier. L’armée royale est immédiatement dissoute et le duc a la liberté de s’embarquer au port de Sète pour la destination de son choix.